# Francesco Maurolico

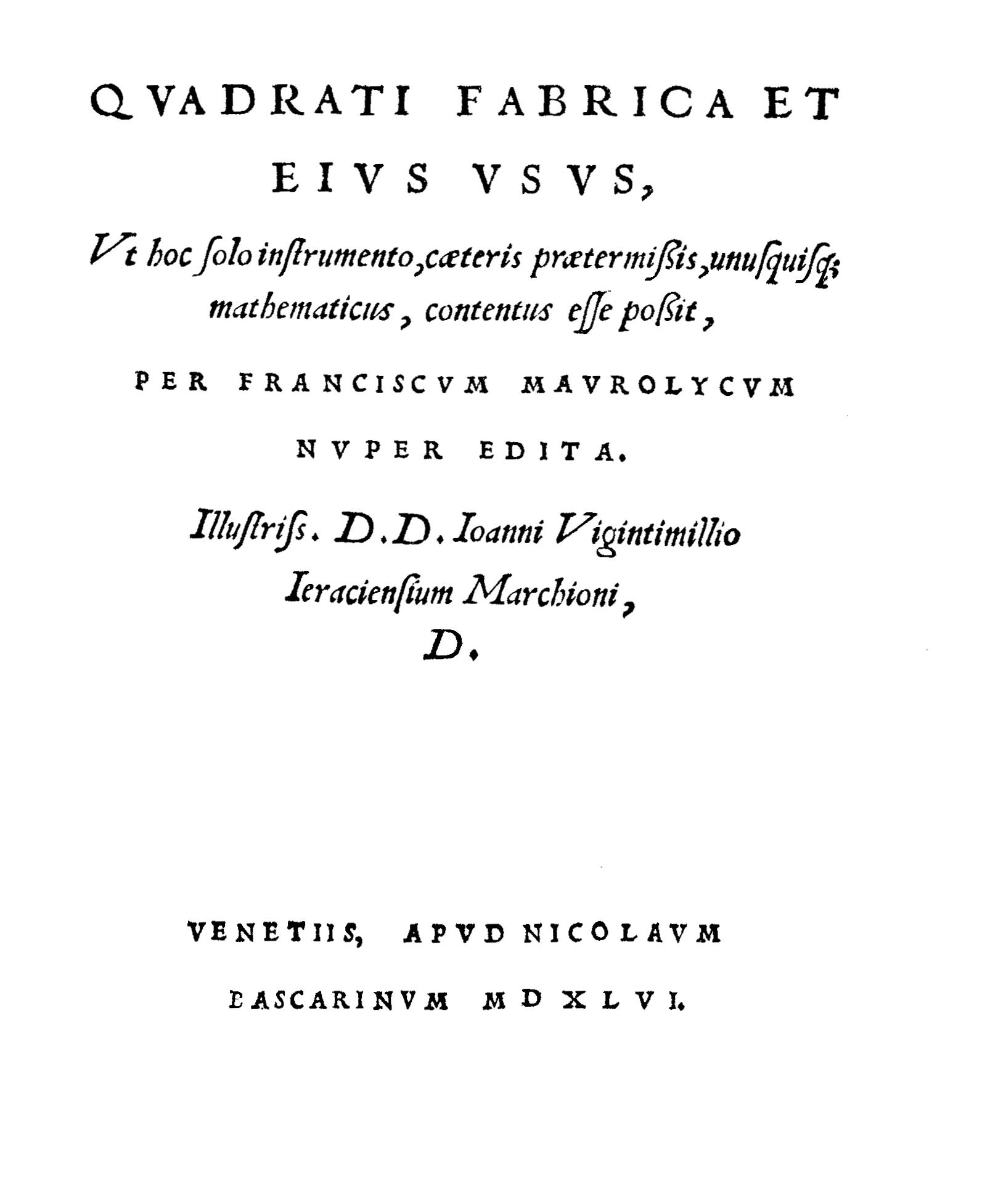
Quadrati fabrica et eius usus, 1546

Francesco Maurolico (en latín, Franciscus Maurolycus, Mesina, 16 de septiembre de 1494 - Mesina, 21 o 22 de julio de 1575) fue un matemático y astrónomo italiano que realizó contribuciones en los campos de la geometría, óptica, secciones cónicas, mecánica, música y astronomía.

## Biografía
Francesco nació en Mesina (Italia) con el apellido de Marulì, aunque el apellido a veces se encuentra como “Mauroli”. El era el hijo de Antonio Marulì, maestro de la fábrica de la moneda de Mesina que había estudiado con el famoso helenista neoplatónico Constantino Láscaris. Francesco por lo tanto recibió una educación “lascariana”  a través del mismo padre, y de Francesco Faraone y Giacomo Genovese, también discípulos de Láscaris, cuya influencia es reconocible.
En 1534 Francesco Marulì cambió su apellido a Mauro Lyco (del significado de "lobo oculto"), después de haber adoptado durante ocho años, sin interrupción, el de Mauro Lycio ("Apolo oculto") como miembro de una academia en Mesina.
Después de haber obtenido la ordenación sacerdotal en 1521 y, en consecuencia, algunos beneficios eclesiásticos, en 1550 el científico fue nombrado abad del monasterio de Santa María del Parto (en Castelbuono) por Simone Ventimiglia marqués de Geraci, alumno y patrón de Maurolico.
Murió en 1575 de muerte natural, durante una epidemia de peste debido a que el matemático se había retirado en “Contrada Annunziata” (una zona a las afueras de Mesina), donde los Marulì poseían una villa familiar que, probablemente, en el pasado, a veces había albergado la academia mesinesa de la que el científico había formado parte.
Está enterrado en Mesina en la iglesia de San Giovanni di Malta, donde sus sobrinos Francesco y Silvestro Maurolico erigieron un sarcófago de mármol con el busto del tío científico y el escudo de armas de Maurolico con el lobo y la estrella Sirio.

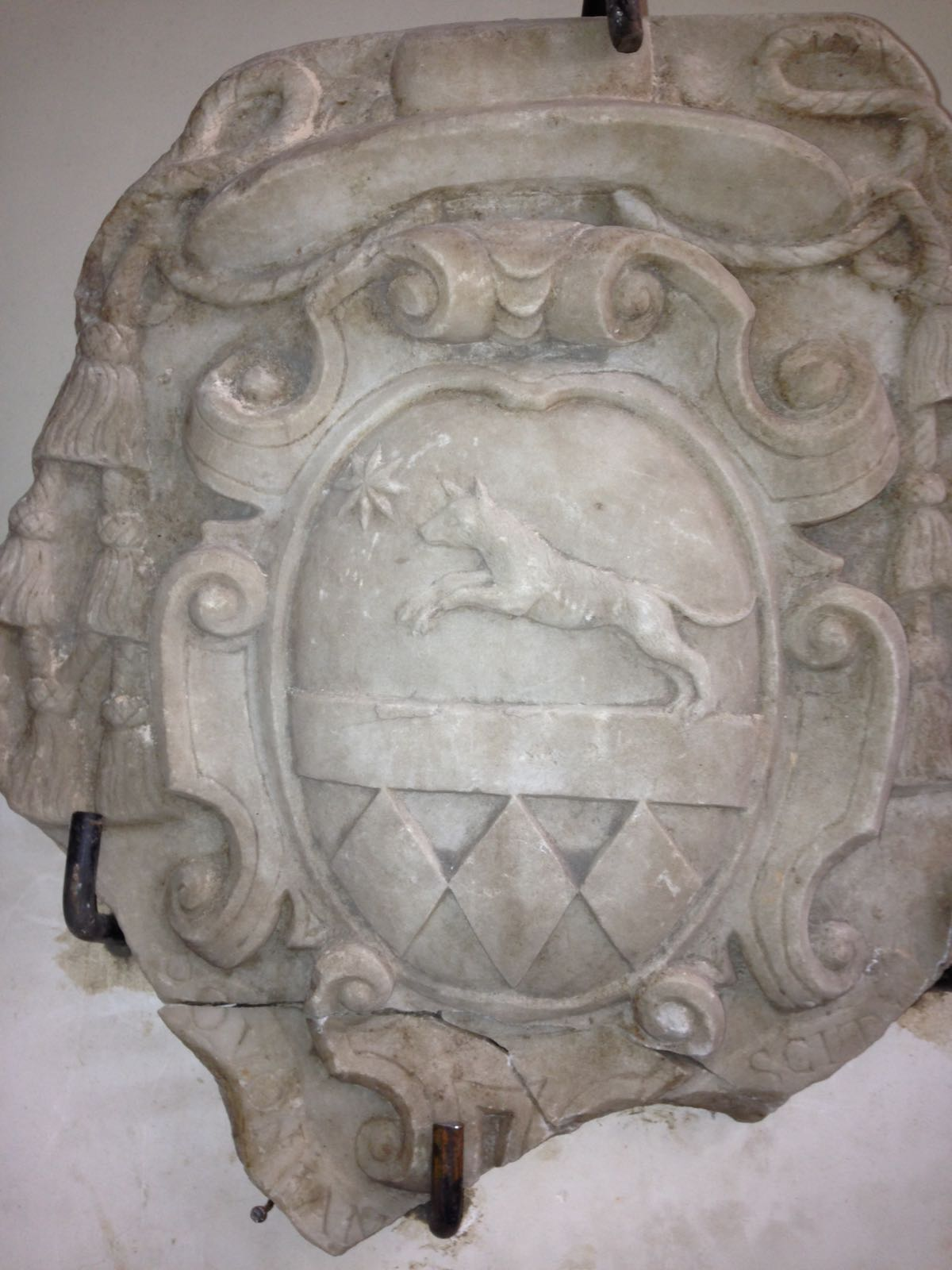
Escudo de armas de Maurolico con el lobo y la estrella Sirio en la iglesia de San Giovanni di Malta en Mesina

## Obra
En 1535 Maurolico colaboró con el pintor Polidoro da Caravaggio en la creación de los arcos de triunfo temporales (escribiendo los versos latinos) para la entrada de Carlos V en Mesina. Como su padre, él también se convirtió en director de la casa de la moneda siciliana y durante un tiempo, Carlos V le puso a cargo del mantenimiento de las fortificaciones de la ciudad. Maurolico también fue tutor de los dos hijos del virrey de  Sicilia, Juan de Vega, y tuvo el mecenazgo de muchos hombres ricos y poderosos. Mantuvo correspondencia con otros estudiosos de la época como Clavius y Federico Commandino. Entre 1548 y 1550, fue huésped del marqués Giovanni II Ventimiglia en el castillo de Pollina en Sicilia, utilizando la torre del castillo para realizar observaciones astronómicas.
Entre las observaciones astronómicas de Maurolico se incluye la supernova que apareció en la constelación de Casiopea en 1572 y que sería conocida como la supernova de Tycho después de que Tycho Brahe publicase sus observaciones en 1574.
Maurolico también hizo contribuciones a las matemáticas, intuyendo y desarrollando el método de inducción matemática; la cartografía, produciendo cartas náuticas a la flota cristiana que partía del puerto de Mesina para participar en la batalla de Lepanto; la escultura, colaborando con el escultor Giovanni Angelo Montorsoli en la realización de dos de las fuentes monumentales más bellas del Cinquecento (las de Orión y Neptuno en Mesina), proveyendo los dísticos latinos incisos en ambas y, probablemente, colaborando a la creación de la compleja iconografía neoplatónica de la fuente de Orión.
En 1569 se convierte en profesor de la Universidad de Mesina

### Trabajos

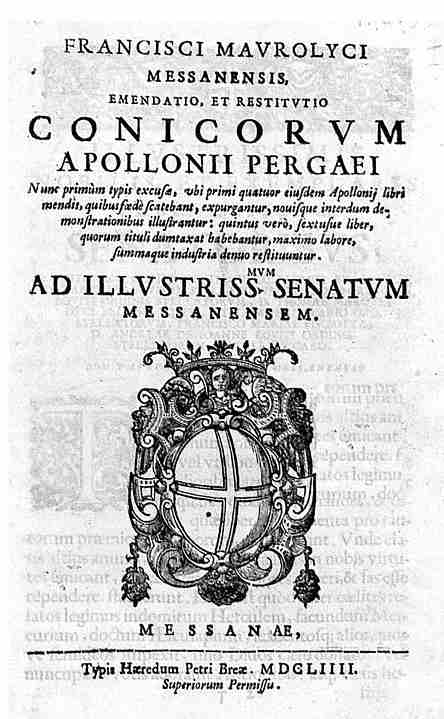
Edición de 1654 de Conica de Apolonio de Perge editada por Francesco Maurolico

- En Photismi de lumine et umbra y Diaphana tratan de la refracción de la luz e intentan explicar el fenómeno natural del arcoíris. Maurolico también estudia la cámara oscura. Photismi fue completado en 1521, la primera parte de Diaphana en 1523 mientras que la segunda y la tercera lo fueron en 1552, sin embargo, el material solo sería publicado en [1611].

- Su Arithmeticorum libri duo (1575) incluye la primera prueba conocida del método de inducción matemática.

- Su De momentis aequalibus  (completado en 1548, pero publicado por primera vez en 1685) intenta calcular el baricentro de diversos objetos (pirámide, paraboloide, etc.)

- En su Sicanicarum rerum compendium, presenta la historia de Sicilia incluyendo algunos datos autobiográficos. Este trabajo se le fue encomendado por el Senado de Mesina que le garantizó un salario de 100 piezas de oro al año durante dos años para que pudiese terminarlo así como sus trabajos matemáticos.

- En Cosmographia describe un método para medir el tamaño de la Tierra que más tarde sería empleado por Jean Picard para medir el meridiano terrestre en 1670

- Maurolico publicó una edición de la Mecánica de Aristóteles y un trabajo sobre música.

- Sintetizó el Theatrum orbis terrarum de Ortelius y escribió 'Grammatica rudimenta (1528) y De lineis horariis.

- También hizo un mapa de Sicilia que fue publicado en 1575.

- Maurolico trabajó en textos matemáticos antiguos: Teodosio de Bitinia, Menelao de Alejandría, Autólico de Pitane, Euclides, Apolonio de Perga y Arquímedes. Aunque no hizo nuevas traducciones, trabajando con las que ya existían produjo nuevas e interesantes interpretaciones de los matemáticos griegos.

## Eponimia
- El cráter lunar Maurolycus lleva este nombre en su memoria.[7]